# ニンニク絞り

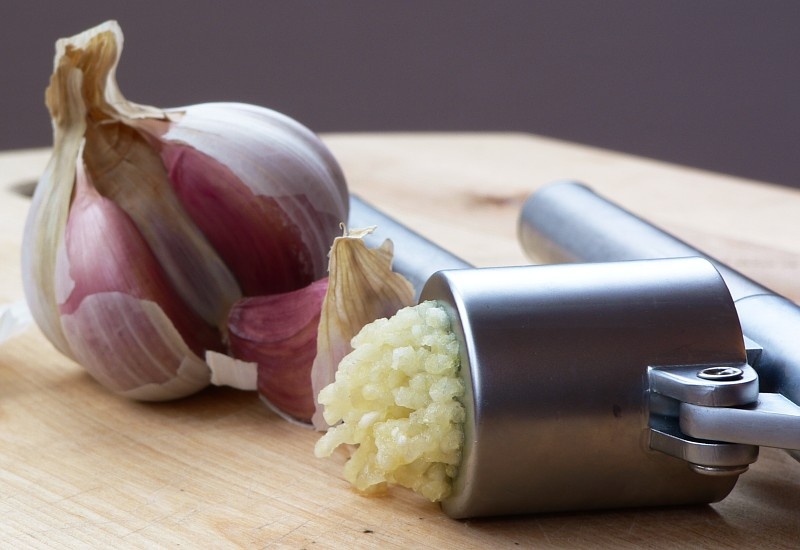
ニンニク絞りでつぶしたニンニク

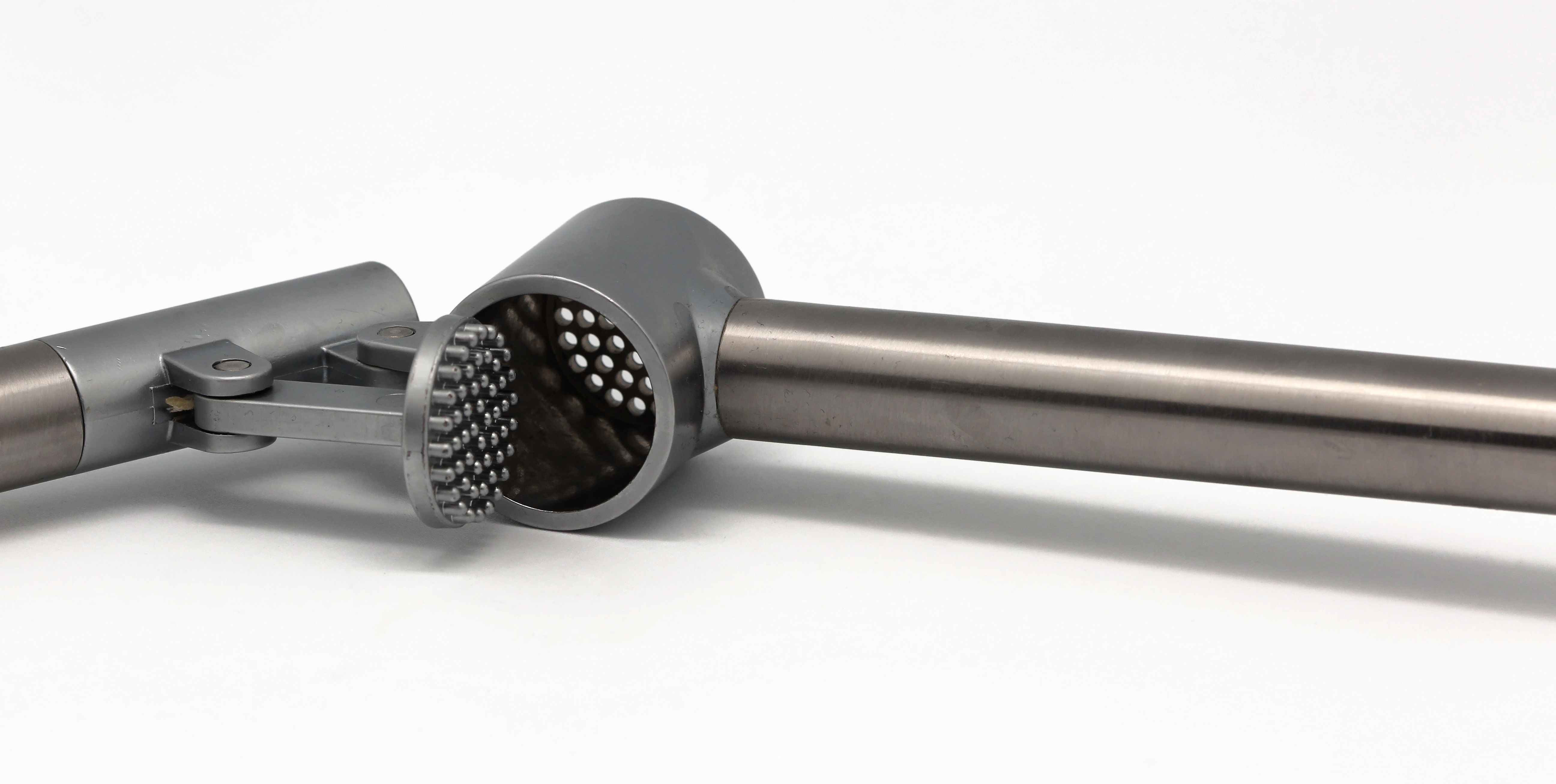
多くのニンニク絞りには、穴に詰まったニンニクを除去するために、先の丸いピンのグリッドも備え付けられている。

ニンニク絞り（ニンニクしぼり、別称としてニンニクつぶし、ガーリックプレス〈英語: garlic press〉、ガーリッククラッシャー〈英語: garlic crusher〉とも）とは、一般的には何らかのピストンを利用して、小さな穴の格子にニンニクを押し込むことにより、ニンニク片を効率的に圧搾する台所用品である。多くのニンニク絞りには、穴に詰まったニンニクを除去するための先の丸いピンを穴とぴったり一致する格子状に並べた器具も備え付けられている。

## 概要
ニンニク絞りの発明者は、スイスの台所用品製造会社、チリス社の創業者であるKarl Zysset（1907-1988）とする説が一般的である。
ニンニク絞りは、ニンニクを包丁でみじん切りにする代わりとなる器具で、皮も剥かずとも強い圧力でもってニンニクを圧搾することができ、便利である。ニンニクが押し出される間、皮はニンニク絞りに残ったままであるが、皮をつけたまま圧搾することで、ニンニク絞りの洗浄が簡単になるとする主張もある。

## 使用の賛否
ニンニク絞りで圧搾したニンニクは、一般的にはニンニクの強い風味成分がより多く放出され、みじん切りにしたニンニクとは異なる風味を持つと考えられている。ニンニク絞りを用いて圧搾されたニンニクをより好む料理人もおり、ローフードを扱うシェフであるルネ・アンダーコフラーは「良いニンニク絞りがあれば、ニンニクを扱うのが純粋な楽しみになる。圧搾されたニンニクは、苦い中央の茎を除くので、みじん切りにしたニンニクよりも軽やかで、より繊細な味を持っている。」と述べている。雑誌クックス・イラストレイテッドは、 「良いニンニク絞りは、平均的な料理人が包丁でニンニクをつぶすよりも細かく均一に潰せるので、料理全体にニンニクの風味が行き渡る。」としている。
一方で、ニンニクつぶしで圧搾したニンニクは、他のものに比べて風味が劣ると主張する料理人もいる。例えば、シェフのアンソニー・ボーディンは、ニンニク絞りを「忌まわしいもの」と呼び、「ニンニク絞りにかけるのはやめよう。ニンニク絞りの先端から絞り出される代物が何なのかは知らないが、ニンニクではないな。」と述べている。料理研究家のエリザベス・デイビッドは「ニンニク絞りは全く役に立たない」という題のエッセイを執筆している。単一用途の台所用品を好まないことで知られるアルトン・ブラウンは、ニンニク絞りを「役に立たない」もので、存在意義がないものであると評している。
前述の雑誌、クックス・イラストレイテッドは、ニンニク絞りのニンニクを圧搾する以外の使い方として、オリーブやケイパー、アンチョビ、ショウガ、缶詰のチポトレなど、他の小さなものを潰したり、少量のタマネギやエシャロットの汁を搾ったりする用法を紹介している。